# Raf Renard
Rafaël (Raf) Renard (Rollegem, 24 november 1911 - Brasschaat, 18 april 2002) was een Belgisch ambtenaar en bestuurder.

## Biografie
Raf Renard liep school aan het Sint-Amandscollege in Kortrijk. Hij studeerde rechten aan de Rijksuniversiteit Gent en werd advocaat aan de balie van Kortrijk. Tijdens zijn jeugd werd Renard door toedoen van Maurits Geerardyn, die onderpastoor in Rollegem was, flamingant. In de jaren 1930 was hij actief binnen het Verdinaso en was hij bevriend met Joris van Severen. Na diens overlijden in 1940 trok hij zich terug uit het Verdinaso. Tijdens de Tweede Wereldoorlog onthield hij zich van politieke of flamingantische activiteiten.
Na de oorlog startte zijn administratieve loopbaan. Hij was achtereenvolgens sociaal secretaris van de Federatie van de Scheikundige Nijverheid en directeur-generaal van de Federatie van Katholieke Werkgevers. In de jaren 1960 speelde Renard een belangrijke rol bij de Belgische staatkundige ontwikkelingen. In 1961 werd hij adjunct-kabinetschef van minister van Binnenlandse Zaken Arthur Gilson (PSC) en speelde hij een rol bij de taalwetgeving van 1962: het vastleggen van de taalgrens en het taalgebruik in bestuur en onderwijs. In 1964 werd hij voorzitter van de Vaste Commissie voor Taaltoezicht. In 1976 volgde Johan Fleerackers hem in deze functie op.
Van 1981 tot 1984 was Renard president van de Orde van den Prince. Hij was tevens vanaf de oprichting in 1970 tot 1996 voorzitter van de raad van bestuur van de Stichting Ons Erfdeel, de culturele instelling verantwoordelijk voor de publicatie van het tijdschrift Ons Erfdeel. Van 1996 tot zijn overlijden was hij erevoorzitter.